# Skwalan
Skwalan – organiczny związek chemiczny, rozgałęziony węglowodór alifatyczny. W warunkach standardowych jest cieczą. Jest pochodną skwalenu, powstałą przez wysycenie wszystkich jego podwójnych wiązań.